# Katarzyna Wojsz
Katarzyna Wojsz właśc. Katarzyna Wojsz-Saaid (ur. 5 grudnia 1971 w Warszawie) – dialogistka, autorka polskich wersji językowych do filmów i seriali. Współpracuje głównie ze studiem Start International Polska.

## Dialogi polskie
- 1964: Mary Poppins
- 1964: Miś Yogi: Jak się macie – Misia znacie?
- 1985–1991: Gumisie – w przypadku dubbingu ze studia Master Film
- 1986–1989: Dragon Ball (początkowe odcinki)
- 1987: Wielka ucieczka Misia Yogi
- 1988: Złych czterech i pies Huckleberry – jest też autorką tekstów piosenek
- 1992–1997: Kot Ik!
- 1998–2001: A to histeria!
- 2000: George Niewielki
- 2000: Grinch: Świąt nie będzie
- 2000–2003: X-Men: Ewolucja
- 2001–2003: Strażnicy czasu
- 2002: Złap mnie, jeśli potrafisz
- 2003: Piotruś Pan
- 2003: Xiaolin – pojedynek mistrzów
- 2003–2005: Radiostacja Roscoe
- 2003–2005: Młodzi Tytani
- 2004: Barbie jako księżniczka i żebraczka
- 2004: Terminal
- 2005: Karol. Człowiek, który został papieżem
- 2005: Zathura – Kosmiczna przygoda
- 2006: Artur i Minimki
- 2006: Straszny dom
- 2007: Księżniczki Disneya: Czarodziejskie opowieści
- 2009: Artur i zemsta Maltazara
- 2009: Mikołajek
- 2010: Artur i Minimki 3: Dwa światy
- 2011: Przygody Tintina
- 2012: Kopciuszek. Inna historia
- 2013: Szalone święta
- 2018: Paweł, apostoł Chrystusa
- 2022: Rosaline
- 2023: Percy Jackson i bogowie olimpijscy

## Nagrody
- Nagroda specjalna Stowarzyszenia Autorów ZAiKS (2022)[1]